# 脱儿赤颜
脱儿赤颜（13世纪?—14世纪?），元朝丞相，博尔忽的玄孙，月赤察儿三子。母亲是斡赤斤孙女抹开公主所生。
脱儿赤颜幼年服侍元武宗、元仁宗兄弟；大德十一年（1307年），元武宗即位，以仁宗为皇太子，脱儿赤颜任太子府四怯薛长；历任徽政使、右丞相；至大元年（1308年），兼尚服使，加中政使，拜太师兼前卫亲军都指挥使、阿速卫指挥使、左都威卫使；二年（1309年），兼知枢密院事；四年（1311年），元仁宗即位，承嗣月赤察儿的怯薛长；皇庆元年（1312年），袭封淇阳王。

## 延伸阅读
[在维基数据编辑]
 《新元史/卷121》，出自柯劭忞《新元史》